# عبد السلام دخان
عبد السلام دخان
شاعر وباحث في جماليات التعبير .

## نشأته ودراسته
يعد الشاعر والباحث الدكتور عبد السلام دخان أحد الأسماء المنتمية إلى تربة القصر الكبير حيث نشأ بحي باب الواد العريق تلقى تعليمة الابتدائي بمدرسة علال بن عبد الله، والإعدادي بالمنصور الذهبي، والتأهيلي بثانوية المحمدية، وتابع دراساته الجامعية بكلية الآداب والعلوم الإنسانية جامعة عبد المالك السعدي بتطوان. ودراساته العليا في وحدة الأدب المغربي تحت إشراف الدكتورعبد الله المرابط الترغي رحمه الله وفي وحدة جماليات التعبير الأدبي تحت إشراف الدكتور محمد أنقار، ودكتوراه في الآداب في الشعر العربي الحديث بإشراف من الدكتور أحمد هاشم الريسوني.

## كتاباته
ينشر كتاباته النقدية بعدد من المجلات العربية مثل شعر المصرية وضفاف الصادرة بالنمسا، وشعريات الصادرة بقبرص، والغاوون اللبنانية، المجلة العربية والجوبة بالسعودية والعربي الكويتية..، وفي عدد من الصحف العربية مثل القدس العربي والحياة اللندنية والنهار اللبنانية والمصري اليوم المصرية والدستور الأردنية والاتحاد الإماراتية والزمان اللندنية والمدى العراقية وجل الجرائد اليومية المغربية مثل بيان اليوم، الاتحاد الاشتراكي، العلم، المنعطف، المساء، الأخبار، أخبار اليوم.

## الندوات والعضويات
شارك في عدد من الندوات العلمية المحكمة، والملتقيات ذات الصبغة العربية والدولية.
- عضو اتحاد كتاب المغرب
- عضو المكتب الإداري لرابطة الإبداع الثقافي بالقصر الكبير
- عضو محترف كوميديا للإبداع السينمائي بمدينة أيت ملول
- عضو الجمعية المغربية لحقوق الإنسان فرع القصر الكبير
- عضو الجمعية المغربية للصحافة والإعلام
- عضو في شبكة شعراء العالم
- عضو في مجلة ألوان الصادرة بلوزان بسويسرا
- رئيس لجنة تحكيم الفيلم التربوي بمهرجان سوس الدولي للفيلم القصير.الدورة التاسعة (2016)
- عضور لجنة تحكيم مهرجان مراكش الوطني للفيلم القصير جدا.(2017)

## الجوائز
حاز على عدة جوائز في مجال الكتابة الشعرية نذكر منها:
- جائزة محمد الخمار الكنوني للشعر المغربي الحديث(1997)
- جائزة التميز كلية الآداب والعلوم الإنسانية بتطوان 1998
- جائزة المبدعين الشباب بطنجة (1998)
- جائزة الطلبة الباحثين بجامعة محمد الخامس كلية الآداب والعلوم الإنسانية بالرباط ( 1999)
- جائز الكويت للإبداع الشعري في إطار اختيارها عاصمة للثقافة العربية (2001).
- جائزة التميز في مجال الدراسات الأدبية بمدينة أيت ملول ولاية أكادير 2015

## التكريمات
- حظي الشاعر والباحث عبد السلام دخان بتكريم خاص من لدن:
- الجمعية المغربية للثقافة والتكوين بالقصر الكبير 2007
- نادي الإبداع الثقافي والفني بالمركز التربوي الجهوي للتكنولوجيا بسطات 2012
- فضاءات الإبداع والتنمية فرع أيت ملول 2014
- مهرجان سوس الدولي للفيلم القصير2015
- ثانوية أحمد الراشدي التأهيلية بالقصر الكبير2016

## الإصدارات
- ضد الجاذبية (شعر) دار الكتاب العربي الإلكتروني ببيروت بلبنان2007.
- محارب بلاجبهة (شعر)دار الكتاب العربي الإلكتروني ببيروت بلبنان2009.
- فقدان المناعة (شعر) مطبعة الخليج العربي بتطوان المغرب 2011
- مقامات العشق(شعر) ديوان رقمي 2014
- الكاهنة الأمازيغية(شعر) منشورات رابطة الإبداع الثقافي(2015)

```
كما ساهم في عدد من الكتب الجماعية منها:
```

- تجربة محمد الشيخي الشعرية( بصمات إبداعية 2009)
- تجربة محمد برادة الروائية( بصمات إبداعية 2010)